# فانغا
فانغيليا بانديفا غوشتيروفا (بالبلغارية: Вангелия Пандева Гущерова) الشهيرة باسم فانغا (بالبلغارية: Ванга) أو الجدة فانغا (بالبلغارية: баба Ванга) امرأة عمياء ولدت في (31 يناير 1911 مدينة ستروميكا)، إحدى مقاطعات الدولة العثمانية آنذاك، والواقعة حالياً في مقدونيا. وتوفيت هذه العجوز بعد 85 عاماً وتحديداً بتاريخ 11 أغسطس عام 1996م في بيتريتش، بلغاريا. نالت شهرة واسعة بسبب نبوءاتها العديدة.

## نشأتها
ولدت فانغا عام 1911 لأبوين باندو سورشيف (7 مايو 1873 - 8 نوفمبر 1940) وباراسكيفا سورشيفا في ستروميكا التابعة للإمبراطورية العثمانيَّة قبل أن يتم التنازل عن المدينة لبلغاريا في عام 1912. كانت طفلة ولادة مبكرة عانت من مُضاعفات صحيَّة. وفقًا للتقاليد المحليَّة، لم يتم إعطاء الطفل اسمًا حتى يُعتقد أنه من المحتمل أن يبقى على قيد الحياة. عندما صرخت الطفلة لأول مرة، نزلت قابلة إلى الشارع وسألت شخصًا غريبًا عن اسم. اقترح الغريب أندروماها (أندروماكا)، لكن هذا رُفض لكونه «يونانيًا أكثر من اللازم» خلال فترة من المشاعر المعادية لليونانيين داخل المجتمع البلغاريّ المقدونيّ. كان اقتراح شخص غريب آخر هو الاسم اليونانيّ، ولكن بما أنها كانت بلغاريَّة: فانغيليا (من إيفانغيلوس [الإنجليزية]).
في طفولتها، كانت فانغيليا طفلة عادية بعيون بنية وشعر أشقر. كان والدها ناشطًا في المنظمة الثوريَّة المقدونيَّة الداخليَّة، وتمَّ تجنيده في الجيش البلغاريّ خلال الحرب العالميَّة الأولى، وتوفيت والدتها بعد فترة وجيزة. ترك هذا فانغا تعتمد على رعاية وإحسان الجيران وأصدقاء العائلة المقربين لمعظم شبابها. بعد الحرب، تم التنازل عن ستروميكا لمملكة الصرب والكروات والسلوفينيين مملكة يوغوسلافيا (أي يوغوسلافيا). اعتقلت السلطات اليوغوسلافيَّة والدها بسبب نشاطه المؤيد للبلغاريَّة. صادروا جميع ممتلكاته ووقعت أسرته في الفقر لسنوات عديدة. كانت فانغا تعتبر ذكيَّة بالنسبة لسنها. بدأت ميولها بالظهور عندما كانت تفكر بنفسها في الألعاب وأحبت لعُبة «الشفاء» - وصفت بعض الأعشاب لأصدقائها، الذين تظاهروا بالمرض. والدها، الذي كان أرملًا، تزوج في النهاية مرة أخرى، وبالتالي كان لابنته زوجة أب. وفقًا لشهادتها الخاصة، حدثت نقطة تحول في حياتها عندما رفعها «إعصار» في الهواء، كما يُزعم، وألقى بها في حقل قريب. تمَّ العُثور عليها بعد بحث طويل. وصفها الشُهود بأنها خائفة للغايَّة، وعيناها مُغطاة بالرمال والغُبار، ولم تتمكن من فتحهما بسبب الألم. كان هناك مال فقط لإجراء عملية جزئية لعلاج الجروح التي لحقت بها. أدى ذلك إلى فقدان تدريجي للبصر.
في عام 1925 تمَّ إحضار فانغا إلى مدرسة للمكفوفين في مدينة زيمون، في مملكة الصرب والكروات والسلوفينيين، حيث قضت ثلاث سنوات، وعلمت قراءة بريل، والعزف على البيانو، وكذلك الحياكة، الطبخ والتنظيف. بعد وفاة زوجة أبيها، كان عليها العودة إلى المنزل لرعاية إخوتها الصغار. كانت عائلتها فقيرة للغاية، وكان عليها أن تعمل طوال اليوم.
في عام 1939، أُصيبت فانغا بالتهاب الجنبة، على الرغم من أنها ظلت غير نشطة إلى حد كبير لعدة سنوات. كان رأي الطبيب أنها ستموت قريبًا، لكنها تعافت بسرعة.
خلال الحرب العالميَّة الثانيَّة، تمَّ غزو يوغوسلافيا وتقطيع أوصالها من قبل دُول المِحور وضَمَت بلغاريا ستروميكا. في ذلك الوقت، جذبت فانغا المؤمنين بقدرتها على الشفاء والعرافة - زارها عدد من الأشخاص، على أمل الحصول على تلّميح حول ما إذا كان أقاربهم على قيد الحياة، أو يبحثون عن المكان الذي ماتوا فيه. في 8 أبريل 1942 زارها القيصر البلغاري بوريس الثالث.
في 10 مايو/ أيار 1942، تزوجت فانغا من ديميتار غوشتيروف، وهو جُندي بلغاري من قرية كراندجيليتسا بالقرب من بيتريتش، والذي جاء ليطلب قتلة شقيقه ولكن كان عليه أن يعدها بعدم الانتقام. قبل فترة وجيزة من الزواج، انتقل ديميتار وفانغا إلى بيتريتش، حيث سرعان ما أصبحت معروفة. ثم تمَّ تجّنيد ديميتار في الجيش البلغاري واضطر إلى قضاء بعض الوقت في شمال اليونان، التي ضمتها بلغاريا في ذلك الوقت. أُصيب بمرض آخر في عام 1947، وإدمان الكحول، وتُوفي في النهاية في 1 أبريل 1962.
استمرت في زيارتها من قبل كبار الشخصيَّات والعامة. بعد الحرب العالميَّة الثانيَّة، سعى السياسيون البلغاريون والقادة من مختلف جمهوريات الاتحاد السوفيتي، بما في ذلك رئيس الوزراء السوفيتي ليونيد بريجنيف، للحصول على مشورتها؛  في التسعينيَّات، تمَّ بناء كنيسة في الروبيت من قبل بوجدان توماليفسكي بأموال تركها زوارها. توفيت فانجا في 11 أغسطس 1996 من سرطان الثدي. جذبت جنازتها حُشود كبيرة.
وفاءً لإرادة فانغا الأخيرة ووصيتها، تمَّ تحويل منزلها في بيتريتش إلى مُتحف، فتح أبوابه للزوار في 5 مايو 2008.

## العمل
كانت فانغا شبه أمية باللغة البلغارية. كان بإمكانها قراءة بعض طريقة برايل باللغة الصربيَّة، كما تعلمت في زيمون. لم تكتب أي كتب بنفسها. ما قالته أو زُعم أنه تمَّ قوله من قِبل المُوظفين. في وقت لاحق، تمَّت كتابة العديد من كُتب الباطنيَّة الغربيَّة عن حياة فانغا وتوقعاتها.
تزعم مصادر مثل دليل وايزر الميداني للخوارق أنها تنبأت بتفكك الاتحاد السوفيتي، وكارثة تشيرنوبيل، وتاريخ وفاة ستالين، وغرق الغواصة الروسيَّة غواصة كي-141 كورسك، وهجمات 11 سبتمبر، وانتصار فيسيلين توبالوف في بطولة العالم للشطرنج، التوترات مع كوريا الشماليَّة. من ناحية أخرى، تقول المصادر البلغاريَّة أن الأشخاص القريبين منها ادعوا أنها لم تتنبأ أبدًا بشأن كورسك، الحرب العالميَّة الثالثة، المنتشرة على الإنترنت، وأن العديد من الأساطير حول فانغا ببساطة غير صحيحة. كما تمَّ تقديم بعض الأدلة على أن بابا فانغا لم تقدم الكثير من التنبؤات المنسوبة إليها الآن، ولكن كثيرًا ما ينسب الناس إليها «نبوءات» مزيفة جديدة منذ وفاتها، وعدم وجود سجل مكتوب لنبوءاتها، يجعل أي تنبؤات تُنسب إليها من الصعب دحضها.
في عام 1966، بعد زيادة شعبيتها والأعداد الهائلة للأشخاص الذين يريدون رؤيتها، وضعت الحكومة البلغاريَّة فانغا على جدول رواتب الدولة. تمَّ تكليفها بسكرتيرين ولجنة لمقابلة المرضى المحتملين بالإضافة إلى ذلك، درس معاهد الاقتراح وعلم التخاطر في صوفيا وبيتريش قدرات فانغا النفسيَّة.
في أوائل أغسطس 1976، كانت المُمثلة والمُغنية اليوغوسلافيَّة سيلفانا أرمينوليتش في جولة في بلغاريا وقررت مقابلة بابا فانغا. جلست فانغا فقط وحدقت من النافذة وظهرها إلى سيلفانا، ولم تتحدث معها أبدًا. بعد وقت طويل، تحدثت فانغا أخيرًا: «لا شيء. ليس عليك الدفع. لا أريد التحدث معك. ليس الآن. اذهبي وعودي بعد ثلاثة أشهر.» عندما استدارت سيلفانا وسارت نحو الباب، قالت فانغا: «انتظري. في الواقع، لن تتمكني من المجيء. اذهبي، اذهبي. إذا كان بإمكانك العودة في غضون ثلاثة أشهر، فافعلي ذلك.»  أخذت سيلفانا هذا كتأكيد على موتها وغادرت منزل فانغا بالبكاء. وتوفيت أرمينوليتش بعد شهرين، في 10 أكتوبر 1976، في حادث سيارة مع شقيقتها ميريانا.
توقعَّت فانغا بشكل خاطئ أنّ يتَّم لعب نهائي كأس العالم 1994 بين «فريقين يبدآن بالحرف ب.» كان أحد المتأهلين للتصّفيات النهائيَّة هو البرازيل، لكن تمَّ إقصاء بلغاريا من قبل إيطاليا في الدور قبل النهائي. وفقًا لصحيفة ذا ناشيونال، توقعَّت فانجا أنَّ الحرب العالميَّة الثالثة ستبدأ في نوفمبر 2010 وتستمر حتى أكتوبر 2014.
يَعتقِد أتباع فانغا أنها تنبأت بالتاريخ الدقيق لموتها،  وتحلم بأنها ستموت في 11 أغسطس، وتدفن في 13 أغسطس. قبل ذلك بقليل قالت إن فتاة عمياء تبلغ من العمر عشر سنوات تعيش في فرنسا سترث هديتها، وأن الناس سوف يسمعون عنها قريبًا.
تنبؤ آخر منسوب إليها هو أن الرئيس الرابع والأربعين للولايات المتَّحدة سيكون آخر قائد للبلاد. كما زُعم أن فانغا تنبأت بشكل صحيح بأنَّ الرئيس الرابع والأربعين سيكون أمريكيًا من أصل أفريقيّ. كما زعم أنصار فانغا أنها توقعت أن يكون الرئيس الخامس والأربعين «شخصية مسيانيَّة»، والتي ستواجه أزمة «ستؤدي في النهاية إلى انهيار البلاد».

## دراسات على بابا فانغا
جرت محاولة في عام 2011 لتلخيص المعرفة الموجودة حول فانغا بشكل منهجي في الفيلم الوثائقي فانغا: العالم المرئي وغير المرئي. يتضّمن الفيلم مقابلات مع بعض الأشخاص الذين قابلوا فانغا شخصيًا، بما في ذلك سيرغي ميدفيديف (السكرتير الصحفي لرئيس روسيا آنذاك بوريس يلتسين في 1995-1996؛ الذي زارها بصفته مبعوث بوريس يلتسين)، ونشكا روبيفا (لاعبة الجمباز الإيقاعي والمدربة البلغاريَّة)، سيرجي ميخالكوف (الكاتب السوفيتي والروسي، مؤلف نشيد الاتحاد السوفيتيّ)، نيفينا توشيفا (مخرج الفيلم الوثائقي الأول عن فانغا)، كيرسان إيليومرينوف (رجل الأعمال والسياسيّ المليونير من قلميقيون). وفقًا للفيلم الوثائقي، توقعت بابا فانغا فوز يلتسين الثاني في الانتخابات عام 1995، وحذرته من حالة قلبه.[بحاجة لمصدر]
درس العديد من الباحثين ظاهرة فانغا في محاولة لتحديد ما إذا كانت لديها قدرات غير عاديَّة. بدأت الحكومة البلغاريَّة إحدى الدراسات الأولى وتم وصفها في فيلم ظاهرة عام 1977  للمخرج نيفينا توشيفا. قام الطبيبان النفسيَّان البلغاريان نيكولا شيبكوفينسكي وجورجي لوزانوف بدراسة قدرات فانغا. وفقًا لجيفري ميشلوف، تبين أن حوالي 80٪ من تنبؤات فانغا كانت دقيقة.[بحاجة لرقم الصفحة] بالإضافة إلى ذلك، تم تأليف كتاب عنها للكاتب والناشر الروسيّ أندريه كودين الذي كتب عدة كتب عن التاريخ البلغاريّ والصينيّ.

## في الثقافة الشعبيَّة والنقد
فانغيليا، وهو مسلسل تلفزيوني من 24 حلقة مع عناصر التصوف، في عام 2013 من قبل القناة الأولى الروسيَّة.
تستمر توقعات العراف المفترض والتكهنات السياسيَّة معهم وانتقادهم في الظهور في وسائل الإعلام في مختلف البلدان وبلغات مختلفة.
لا تزال توقعاتها وشخصيتها المفترضة شائعة في أجزاء من جنوب شرق أوروبا، في المقام الأول بلغاريا ومقدونيا الشماليَّة، وكذلك أجزاء من أوروبا الشرقيَّة، وخاصة روسيا. المنشورات الروسيَّة المتعلقة بالنبية الغامضة عديدة. «موسوعة فانغا الكبرى» هو مشروع روسيّ على الإنترنت مخصص لها. راس اكديميان.يي.بي. ألكساندروف، رئيس لجنة مكافحة العلوم الزائفة وتزوير البحث العلميّ، في إشارة إلى رأي عضو آخر باللجنة، يوري جورني، وصف ظاهرة فانغا على النحو التالي:
فانغا هي شركة حكوميَّة يتم الترويج لها بشكل جيّد، وبفضلها أصبحت منطقة المقاطعة مكانًا للحج للحشود من جميع أنحاء العالم. هل تعلم من صلى لفانغا أكثر؟ سائقي سيَّارات الأجرة، النوادل في المقاهي، موظفو الفنادق هم أشخاص، بفضل «العرَّاف»، حققوا أرباحًا ثابتة ممتازة. كلهم جمعوا معلومات أولية عن فانغا عن طيب خاطر: من أين أتى الشخص ولماذا وماذا يأمل. ثم عرضت فانغا هذه المعلومات للعملاء وكأنها رأتهم بنفسها. لقد ساعدوا في ملف العملاء والخدمات الخاصة، التي عملت العلامة التجاريَّة الحكوميَّة تحت تغطيتها. قال نفس الكلام بختيريفا، الذي ذهب إلى فانغا، إنه لم يكن من الممكن الوصول إلى مكتب الاستقبال إلا بإذن من الخدمات الخاصة. يستشهد أل دفوركين في مذكراته بحالة المطران نثنائيل، الذي دعته فانغا إلى منزلها، حيث نقلت من خلال الرسل أنها بحاجة إلى المشورة. ومع ذلك، بعد أن زار المطران فانغا بصليب بقايا مع جزء من الصليب المقدس للرب، حدث ما يلي:
فجأة انقطعت وبصوت متغير - منخفض، أجش - بجهد قالت: «لقد جاء شخص ما إلى هنا. دعه يرميها على الأرض على الفور!»«ما هذا؟»- سأل الناس المذهولون فانغا. ثم أطلقت صرخة مسعورة:«هذا! إنه يحمله بين يديه! هذا يمنعني من التحدث! بسبب هذا، لا يمكنني رؤية أي شيء! لا أريد أن يكون في منزلي!» صرخت المرأة العجوز وهي ترفس وتتأرجح.

### التنبؤات والأساطير غير المحققة المرتبطة بفانغا
غالبًا ما يُذكر اسم فانغا في صفحات الصحافة الصفراء. يُنسب إلى فانغا العديد من التنبؤات، والتي غالبًا ما تتعارض مع بعضها البعض. لا توجد آراء موثقة تفيد بأنَّ فانغا تنبأت بوفاة ستالين، والحادث الذي وقع في محطة تشيرنوبيل للطاقة النووية، وانتصار بوريس يلتسين في الانتخابات الرئاسيَّة عام 1996، وهجمات 11 سبتمبر، بالإضافة إلى فوز توبالوف في بطولة العالم للشطرنج. في أوائل عام 1993، بدا أنَّ فانغا أعلنت أن الاتحاد السوفيتي سيعاد إحياءه في الربع الأول من القرن الحادي والعشرين وستكون بلغاريا جزءًا منه. وفي روسيا سيولد العديد من الأشخاص الجُدد القادرين على تغيّير العالم. في عام 1994، توقعَّت فانغا: "في بداية القرن الحادي والعشرين، ستتخلص البشريَّة من السرطان. سيأتي اليوم، وسيتم تقييد السرطان في "سلاسل حديديَّة". "أوضحت هذه الكلمات بطريقة" يجب أن يحتوي دواء السرطان على الكثير من الحديد". كما كانت تعتقد أن علاج الشيخوخة قد من هرمونات الحصان والكلب والسلحفاة: "الحصان قوي، والكلب قوي، والسلحفاة تعيش لفترة طويلة." قالت فانغا قبل وفاتها: "سيأتي وقت المُعجزات وزمن الاكتشافات العظيمة في مجال اللاماديَّة. سيكون هناك أيضًا اكتشافات أثريَّة عظيمة ستغير فهمنا للعالم منذ العصور القديمة بشكل أساسيّ. محدد سلفا. " على سبيل المثال، بعد حادثة "فوكوشيما" النووية، صحيفة "كومسومولسكايا برافدا" أبلغت عن الكارثة النووية الوشيكة، والتي زُعم أنَّ فانغا تنبأت بها: "نتيجة لتساقط التساقط الإشعاعي في نصف الكرة الشماليّ لن يكون هناك أي حيوانات أو نباتات"، وبعد 2.5 سنة على مضض تبيَّن أنّ هذه النبوءة لم تتحقق. في الوقت نفسه، يقول الأشخاص الذين عرفوا فانغا شخصيًا إنها لم تعطِ تنبؤات حول غرق غواصة كورسك، مثل الأحداث الأخرى، ومعظم هذه الرسائل خُرافات وليست صحيحة. هناك العديد من الحالات المنسوبة إلى فانغا لم تتحقق بالفعل. على سبيل المثال، كان من المتوقع أنه في نهائي كأس العالم 1994 سيواجه "فريقان يبدأان بالحرف" B "، ولكن في نهائيات جميع البلدان التي تبدأ أسماؤها بالحرف" B "، تم إصدارها فقط البرازيل، في حين خسرت بلغاريا في الدور نصف النهائي أمام إيطاليا وبقيت في المركز الرابع. توقعت فانغا أن تبدأ الحرب العالميَّة الثالثة في نوفمبر 2010 وتنتهي في أكتوبر 2014. وفقًا لشهادة أصدقاء فانغا المقربين، لم تتوقع أبدًا اندلاع الحرب العالميَّة الثالثة وما تلاها من نهاية العالم. تنبؤات لم تتحقق لفانغا (من كتاب إل.أورلوفا "فانغا. نظرة على روسيا"):
- 2010: ستبدأ الحرب العالميَّة في تشرين الثاني (نوفمبر) 2010 وتنتهي في تشرين الأول (أكتوبر) 2014. وستبدأ كالمعتاد ثم تستخدم الأسلحة النووية أولاً ثم الأسلحة الكيميائيَّة.
- 2011: نتيجة لتساقط المواد المشعة، لن تبقى الحيوانات ولا النباتات في نصف الكرة الشماليّ. ثم يبدأ المسلمون حربًا كيميائيَّة ضد الأوروبيّين الباقين على قيد الحياة.
- 2014: سيعُاني معظم الناس من القرحة وسرطان الجلد وأمراض جلديَّة أخرى نتيجة الحرب الكيميائيَّة.
- 2016: أوروبا ستكون شبه مهجُورة.

يعتقد أناتولي ستروييف، الذي كان في 1985-1989 المُراسل الخاص في كومسومولسكايا برافدا في بلغاريا، أنَّه في الاتحاد السوفيتي حول فانغا «اخترع الصحفيون الأحاسيس من أجل التداول». تحدث عن عدة حالات كانت فيها فانغا مخطئة بشكل فادح. الأول كان وصوله بصحبة صحفية كانت متوجهة إلى فانغا للمساعدة، وقالت إنها لن تتزوج ولن تنجب أبدًا، رغم أنها بعد عودتها إلى موسكو تزوجت وأنجبت ابنة في غضون عام. في الحالة الثانية، في أواخر الثمانينيَّات، اختفى العديد من الأطفال في فولغوغراد في وقت واحد، وذهب مراسلان من مجلة شعبيَّة إلى فانغا، التي قيل لهما إنَّ الأطفال على قيد الحياة وسيُعثر عليهم قريبًا، لكن لم يُعثَر عليهم مطلقًا. كانت الحالة الثالثة هي التاريخ في عام 1991، عندما اختفى الصحفيان السوفييت فيكتور نوجين وجينادي كورينيوي أثناء الحرب في كرواتيا، وقالت فانغا إنهما كانا على قيد الحياة، على الرغم من أنه تمَّ الكشف لاحقًا عن إطلاق النار عليهما بتهمة التجسس لصالح كرواتيا. كما يدحض ستروييف الأسطورة المعروفة حول «منبه لغاغارين»، التي استشهدت بها ابنة أخت العراف كراسيميرا ستويانوف في كتابها «الحقيقة حول فانغا»، عندما زُعم أنَّ الممثل فياتشيسلاف تيخونوف جاء إلى فانغا، وأخبره الأخير، «لماذا لم تحقق رغبات صديقك المفضل يوري غاغارين؟ قبل رحلته الأخيرة، جاء إلى منزلك وقال:» ليس لدي وقت، لذا اشترِ منبهًا واحتفظ به على مكتبك. دع هذا المنبه يذكرك بي. «بعد ذلك، أصيب تيخونوف بالمرض. في وقت لاحق، زُعم أن تيخونوف قال إنه بعد وفاة غاغارين، نسي شراء منبه بعد وفاة صديقه. يلاحظ ستروييف أنه في عام 1990، في العرض الأول لفيلم» الحافلة المجنونة«، التقى تيخونوف في السينما وقال:» فياتشيسلاف فاسيليفيتش، علق على القصة مع فانغا!«، قال تيخونوف بدوره:» في كلمة واحدة أكاذيب، أتوسل إليكم، كتب: لم يكن هناك شيء من هذا القبيل. لم أعدّ غاغارين بأي منبه! نعم، لم نكن نعرف بعضنا البعض، رأيته فقط من مسافة بعيدة في المناسبات الرسميَّة، لا أكثر. «بالإضافة إلى ذلك، يلاحظ ستروييف أنَّ التنبؤ المنسوب إلى فانغا بشأن غرق الغواصة الروسيَّة» كورسك«هو نبوءة زائفة، والتي، حتى خلال حياتها وقبل وقت طويل من غرق كورسك،» دحضتها الصحفية فينتيسلاف«من كلماتها. زاشيف». نفى الرئيس السابق لاتحاد الجمهوريات الاشتراكيَّة السوفياتيَّة ميخائيل جورباتشوف أنه كان مع فانغا وتوقعت انهيار الاتحاد السوفيتيّ. في الوقت نفسه، قال غورباتشوف إنه «حتى قبل أن أتولى السلطة، تمَّ نقل توقعاتها بأن ميخائيل سيحكم»، لكنه أشار إلى أنَّ «كل هذا، إلى حد كبير، هراء»، لأنه «حاسم جدًا» فيما يتعلق «بالوسطاء والعرافين وغيرهم» ولا يثق في العرافين.
في مقابلة عام 1997، قال بيدروس كيركوروف أنَّه لا توجد نبوءة خاصة حول مصير ابنه فيليب. على الرغم من ذلك، تقوم وسائل الإعلام بنشر أسطورة حول الدور الذي يُزعم أنَّ فانغا لعبته في حياة عائلة كيركوروف. يُذكر أنه بعد أن مرض فيليب في سن الرابعة، أخذه والديه إلى فانغا، التي ذكرت أنَّ الصبي سيتعافى، وتوقعت أيضًا أنّه سيكون له مستقبل عظيم، حيث زُعم أنها رأته بعصا معدنيَّة حول جبل والذي تجمَّع حوله الأشخاص المُعجبون، والذي يتم تفسيره على أنَّه أداء فيليب بميكروفون في موسيقى أوليمبوس. في الوقت نفسه، يُزعم أنَّ فانغا تنبأت بأنه سيتزوج في سن السابعة والعشرين من امرأة يبدأ اسمها بالحرف «أ»، وولادة ابنة له في عمر 44 من أم بديلة. في عام 2004، قال المخادع يوري جورني، في مقابلة مع مجلة «العلم والحياة»، إنَّ الصحفية والدبلوماسية الشهيرة أيه إي بوفين، التي زارت فانغا، أشارت إلى أنها «لم تخمن شيئًا في ماضيها أو في الحاضر، أو كما اتضح لاحقًا، في المستقبل القريب». وأشار جورني نفسه إلى أنه عرض على أحد معارفه صحفيًا مشهورًا لم يسمه «لأسباب ستتضح بعد فترة وجيزة» للتحقُّق من مدى وضوح فانغا ومخبريها المُحتملين. للقيام بذلك، اقترح على الصحفي، الذي قام مضيفوه المضيافون، الذين ساعدوه في ترتيب لقاء مع فانغا، بدعوتة إلى الساونا، «قبل زيارة الحمام، ختم جزء من كيس الصفن بالجص. وأُوصى بعدم الإجابة على الأسئلة، إن وجدت. فقط إتضح أنه لا يريد التحدث عن هذا الموضوع». عندما عُقد اجتماع مع فانغا بعد أسبوع، كما لاحظ جورني، «وَصَفَت بدقة ما حدث لمعارفي في الماضي، وهو، مع ذلك، ليس مفاجئًا للغاية: إنه شخص مشهور، كان بإمكانه التعرف على حياته في أسبوع من مُنجم عادي». فيما يتعلق بتنبؤ فانغا بالمستقبل، وفقًا لجورني، حدث ما يلي:
قالت فانغا تقريبًا: «ستكون جيدًا في العمل، لكن العلاقات الشخصيَّة لن تتطور جيدًا. لسوء الحظ، لن تسمح لك المشاكل الخطيرة في الأعضاء التناسليَّة بتكوين أُسرة كاملة».أخبرني صديقي لاحقًا ما هي الجهود التي كان يجب عليه بذلها لمنعه من الضحك.

### موقف الخدمات الخاصة في بلغاريا واتحاد الجمهوريات الاشتراكيَّة السوفياتيَّة
أرسل اللفتنانت جنرال أوليج ليونوف المتقاعد من المخابرات السوفياتيَّة (كي جي بي)، فلاديمير سافونوف، إلى بلغاريا عدَّة مرَّات لدراسة فانغا، التي كانت، كما يعتقد ليونوف، «مفاجئة أكثر من قدرات المعالجة البلغاريَّة». وأشار المقدم المتقاعد من الـ كي جيه بي يفغيني سيرجينكو إلى أنه «غالبًا ما كانت مخطئة، ولكن لم يكن من المعتاد الكشف عن ذلك»، حيثُ «تمَّ إرسال أعلى الشخصيَّات إلى فانغا»، وبالتالي كانت «طريقة للحصول على المعلومات» من أجل كي جيه بي. وأعرب سيرجينكو عن رأي مفاده أنه «لا يمكن القول إن فانغا كانت تعمل لصالح الكي جي بي، لكن مساعديها تعاونوا معنا»، لأنهم «تلقوا المعلومات اللازمة لعملائنا». ولهذا السبب، فإن الخدمات الخاصة «ساهمت بكل الطرق المُمكنة في تكوين أساطير حول المعالجين المعجزين على نطاق واسع». قال سيرجينكو إنه يعرف «صحفيًا بلغاريًا تمَّ استهدافه من قبل الخدمات الخاصة للترويج لشعبيَّة فانغا»، وأطلق الأسطورة حول المعالجة، والتي ساعدت الخدمات الخاصة البلغاريَّة على تطويرها أكثر، حيث «كانت مفيدة لكليهما. لهم ولـ كي جيه بي».

## أبرز تنبؤاتها
تنبأت بالعديد من الأمور المستقبلية ومنها:
1. تفكك العرب.
2. إنفجار مفاعل تشرنوبل النووي.
3. تفجيرات 11 سبتمبر وقالت ما نصه (إن شقيقين أميركيين سوف يتعرضان لهجوم من جانب طيور من الفولاذ)
4. أحداث أوستينا الأخيرة.
5. أما الأمر الذي دعا الناس إلى نسيانها الفترة الأخيرة فهو قولها بأن البيت الأبيض سيكون فيه رئيس أسود وذلك أثناء حكم بوش الأب ولكن جاء بعد بوش الأب كلينتون ثم بوش الإبن، وخلال هذه الفترة فقدت فانغا مصداقيتها، ولكن في الأخير وبعد موتها ب12 عاماً جاء أوباما الأسود إلى البيت الأبيض
6. أكثر الأمور غرابة أنها تنبّأت بأن الحرب العالمية الثالثة سوف تندلع في عام 2011 بعد عامٍ مالي عصيب بل إنها حددت سبب الحرب وقالت إنها بسبب محاولة اغتيال أربعة رؤساء دوَل.